# فرد كوري (طبال)
فرد كوري (بالإنجليزية: Fred Coury)‏ هو طبال أمريكي، ولد في 20 أكتوبر 1966 في جانسون سيتي في الولايات المتحدة.

## وصلات خارجية
- فرد كوري على موقع IMDb (الإنجليزية)
- فرد كوري على موقع ميوزك برينز (الإنجليزية)
- فرد كوري على موقع أول ميوزيك (الإنجليزية)
- فرد كوري على موقع ديسكوغز (الإنجليزية)
- فرد كوري على موقع قاعدة بيانات الفيلم (الإنجليزية)